# Tenge
O tenge (em cazaque:  теңге; Código ISO 4217: KZT) ou, nas suas formas aportuguesadas, tengue ou tengué, é a moeda oficial do Cazaquistão. É dividido em 100 tiyn (em cazaque:  тиын). Foi introduzida em 15 de novembro de 1993 para substituir o rublo.

## História
Após o colapso da União Soviética em dezembro de 1991, a maioria das ex-repúblicas soviéticas tentou manter uma moeda comum. Alguns políticos esperavam pelo menos manter "relações especiais" entre as ex-repúblicas soviéticas. Outras razões foram as considerações econômicas para a manutenção da zona rublo. O desejo de preservar fortes relações comerciais entre as repúblicas foi considerado o objetivo mais importante.
O fim da União Soviética não foi acompanhado por mudanças formais nos acordos monetários. O Banco Central da Rússia foi autorizado a assumir o Banco Estatal da União Soviética (Gosbank) em 1 de janeiro de 1992. Continuou a enviar notas de rublo da URSS e moedas para os bancos centrais dos onze países recém-independentes, que anteriormente tinham sido as principais filiais de Gosbank nas repúblicas.
A situação política, no entanto, não foi favorável para a manutenção de uma moeda comum. A manutenção de uma moeda comum requer um forte consenso político em relação às metas monetárias e fiscais, uma instituição comum encarregada de implementar essas metas e algum mínimo de legislação comum (relativa às regulamentações bancárias e cambiais). Essas condições estavam longe de serem atendidas em meio à turbulenta situação econômica e política.
Durante o primeiro semestre de 1992, existiu uma união monetária com 15 Estados independentes, todos usando o rublo. Como estava claro que a situação não duraria, cada um deles estava usando sua posição como "free-riders" para emitir enormes quantidades de dinheiro na forma de crédito. Como resultado, alguns países estavam emitindo cupons a fim de "proteger" seus mercados de compradores de outros estados. O Banco Central Russo respondeu em julho de 1992, estabelecendo restrições ao fluxo de crédito entre a Rússia e outros Estados. O colapso final da zona do rublo começou quando a Rússia saiu com a troca de notas pelo Banco Central da Rússia em território russo no final de julho de 1993.
Como resultado, o Cazaquistão e outros países ainda na zona de rublo foram "expulsos". Em 12 de novembro de 1993, o Presidente do Cazaquistão emitiu um decreto "Sobre a introdução da moeda nacional da República do Cazaquistão". O tenge foi introduzido em 15 de novembro de 1993 para substituir o rublo soviético a uma taxa de 1 tenge = 500 rublos. Em 1991 foi criado um "grupo especial" de designers: Mendybay Alin, Timur Suleymenov, Asimsaly Duzelkhanov e Khayrulla Gabzhalilov. Assim, 15 de novembro é comemorado como o "Dia da Moeda Nacional da República do Cazaquistão". Em 1995, uma fábrica de impressão de tenge foi inaugurada no Cazaquistão. A primeira remessa de tenge foi impressa no exterior, no Reino Unido. As primeiras moedas foram cunhadas na Alemanha. Em fevereiro de 2019, o presidente cazaque Nursultan Nazarbayev assinou um projeto de lei que removerá todas as legendas russas de futuras cédulas e moedas.
Com 18 graus de proteção, o tenge cazaque é considerado uma das moedas mais seguras do mundo.